# 넥스트 제네레이션 패트레이버
《넥스트 제네레이션 패트레이버》(일본어: THE NEXT GENERATION -パトレイバー-)는 미디어 믹스 작품 《기동경찰 패트레이버》의 실사판 프로젝트의 총칭이다. 총 감독 · 감독 · 각본은 오시이 마모루가 맡았다.